# Yusuke Mori
Yusuke Mori (Shizuoka, 24 juli 1980) is een Japans voetballer.

## Carrière
Yusuke Mori speelde tussen 1999 en 2010 voor Verdy Kawasaki, Vegalta Sendai, Kyoto Purple Sanga en Kawasaki Frontale. Hij tekende in 2011 bij Tokyo Verdy.